# ایوان لوبزنف
ایوان الکساندروویچ لوبزنف (روسی: Любезнов, Иван Александрович؛ ۲ مهٔ ۱۹۰۹ – ۵ مارس ۱۹۸۸) یک صداپیشه و بازیگر تئاتر و سینما اهل جمهوری فدراتیو سوسیالیستی روسیه شوروی بود.
او از شاگردان ایوان پیریف و از بازیگران برجستهٔ تئاتر مالی در مسکو بود و بابت هنرنمایی‌هایش در تئاتر و سینما، برندهٔ جوایز و افتخارات فراوانی از جمله «جایزه هنرمند مردمی اتحاد جماهیر شوروی»، «جایزه استالین» و «نشان لنین» شد.
از فیلم‌ها یا مجموعه‌های تلویزیونی که وی در آن‌ها نقش داشته است، می‌توان به ابله و کازاک اشاره نمود.